# Strongylopus fasciatus
Strongylopus fasciatus är en groda från södra Afrika som tillhör släktet Strongylopus och familjen Pyxicephalidae.

## Utseende
En groda av typiskt ranid-utseende (det vill säga med en kroppsform lik de i Europa vanliga Rana-arterna), men med mycket långa bakben och -tår. Den saknar helt simhud på händerna, och endast mycket sparsamt på bakfötterna. Huden är slät, utan några åsar på ryggsidan. Färgen är vanligtvis gulbrun till gyllengul, och med mörka längsstrimmor. Även bakbenen har en mörk längsstrimma på vardera underben. Bakom och under ögat har den ett mörkt fält. Det finns en färgvaritet som är enfärgat rödbrun på rygg och extremiteter, och som saknar stimmor. Längden når upp till 5 cm; underarten S. f. merumontanus är normalt något kortare.

## Taxonomi
Tre underarter är kända: S. f. fasciatus, som framför allt finns i Sydafrika och Zimbabwe, S.f. fuelleborni, som huvudsakligen finns i Tanzania, Zambia och Malawi, samt S.f. merumontanus (Lönnberg 1910), vars huvudområde är norra Tanzanias högländer.

## Utbredning
Förutom ovanstående områden finns den också i västra Moçambique, Den uppträder troligtvis också i Lesotho och möjligtvis Botswana.

## Vanor
Grodan lever på öppna gräsmarker, savanner och liknande, men kan bege sig in i skogsområden under regntiden, ofta långt från vatten. Den kan även påträffas i människoskapade områden som dammar med rik växtlighet, bevattningskanaler och trädgårdar. Lätet är ett gällt, kort pip.
Leken äger troligtvis rum under regnen sent på året, då honan lägger äggen ett och ett bland växtlighet i grunda vattendrag.

## Status
Strongylopus fasciatus är klassificerad som livskraftig ("LC") av IUCN, och populationen är stabil. Inga egentliga hot har registrerats.